# Ignatius Suharyo Hardjoatmodjo
Ignatius Suharyo Hardjoatmodjo, né le 8 ou le 9 juillet 1950 à Sedayu dans le territoire spécial de Yogyakarta, est un évêque indonésien, archevêque de Jakarta en Indonésie depuis 2010, créé cardinal en 2019.

## Biographie
Ignatius Suharyo Hardjoatmodjo est le 7e d'une famille catholique de 10 enfants. Un de ses frères est prêtre et deux de ses sœurs sont nonnes.

### Formation
Il entre au petit séminaire de Mertoyudan puis au grand séminaire, toujours à Mertoyudan, où il effectue les cycles de philosophie et de théologie. Il est ordonné prêtre le 26 janvier 1976.
En 1981, il obtient un doctorat à l'université pontificale urbanienne de Rome.

### Principaux ministères
À la suite de son Doctorat, il lui est confié un certain de fonction d'enseignement notamment à l'université Sanata Dharma

### Évêque
Le 21 avril 1997, Jean-Paul II le nomme archevêque de Semarang. Il reçoit l'ordination épiscopale le 22 août suivant des mains de son prédécesseur à Semarang, le cardinal Julius Riyadi Darmaatmadja nommé quelques mois plus tôt à Jakarta.
Le 2 janvier 2006, Benoît XVI lui confie en plus du siège épiscopal de Semarang, l'ordinariat militaire d'Indonésie, poste précédemment occupé par le cardinal Darmaatmadja.
Le 25 juillet 2009, il est nommé archevêque coadjuteur de Jakarta et il succède pour la troisième fois au cardinal Darmaatmadja un an plus tard le 28 juin 2010, tout en conservant la responsabilité du diocèse aux armées.
Il est nommé membre de la Congrégation pour l'évangélisation des peuples le 13 septembre 2014.
Depuis le 15 novembre 2012, il est président de la Conférence des évêques d’Indonésie.

### Cardinal
Il a été créé cardinal par le pape François lors du consistoire du 5 octobre 2019 au titre du Spirito Santo alla Ferratella.